# تقیه صوریه
تَقیّه صُوریّه با نام‌وارهٔ ستِّ النِعَم (مارس ۱۱۱۱-ژانویه ۱۱۸۴م) (نسب: ام‌علی تقیه بنت ابی‌الفرج غیث بن علی) شاعربانو و ادیب عربی شامی در سدهٔ ششم هجری بود که بیشتر در مصر زیست.
تقیه صوریه پیش از سال ۵۶۹ق/۱۱۷۳م به مصر رفت و در اسکندریه ساکن شد. استادش  در اسکندریه، حافظ سلفی بود. تقیه در ژانویه ۱۱۸۴م/ اوایل شوال ۵۷۹ق درگذشت.